# 부안 용화사 미륵불입상
부안 용화사 미륵불입상(扶安 龍華寺 彌勒佛立像)은 대한민국 전북특별자치도 부안군 행안면 역리, 용화사 뒷편 야산에 있는 높이 4.5m 정도의 석불입상이다. 1999년 7월 9일 전라북도의 유형문화재 제171호로 지정되었다.

## 개요
전라북도 부안군 용화사 뒷편 야산에 있는 높이 4.5m 정도의 석불입상으로, 미래세계에 나타나 중생을 구제한다는 미륵부처를 표현한 작품이다. 백제 의자왕 2년에 묘련선사가 미륵사를 창건하고 미륵석불입상을 만들었다고 하나 불상의 양식을 볼 때 고려시대의 작품으로 추정된다.
불상은 전체적으로 머리 부분을 크게 하고 하체를 빈약하게 처리하였다. 사각형에 가까운 얼굴에는 잔잔한 미소를 머금고 있으며, 귀가 어깨까지 길게 늘어져 있는 모습이다. 옷은 양 어깨에 걸쳐 입고 있으며, 두 손이 모아지는 가슴 아래부분까지 V자형의 주름을 이루고 그 아래로는 U자형의 주름을 이루고 있다.
이 석불은 전체적인 비례감은 상실하였으나 충청남도 논산의 은진미륵에서 비롯되는 고려시대 거불(巨佛)들과 연결된다. 만들어진 시기는 고려 후기로 추정된다.

## 참고 자료
- 용화사미륵불입상 - 국가유산청 국가유산포털